# Sefid Rud
Sefid Rud (t. Safidrud, Safid Rud) – rzeka w północnym Iranie, o długości 720 km (niektóre źródła – 450 lub 670 km). Uchodzi do Morza Kaspijskiego. U ujścia tworzy deltę. W 1962 r. na Sefid Rud zbudowano tamę. Wykorzystywana jest do nawadniania. Rzeka ta znana była w czasach starożytnych jako Mardus lub Amardus.
Nad Sefid Rud leżą m.in. Rudbar i Raszt (w delcie).